# Università di Beykent
La Beykent Üniversitesi è una fondazione universitaria privata che ha sede ad Istanbul, Turchia.
La fondazione ha sottoscritto accordi con diverse Università europee nell'ambito dei Programmi Europei per l'Istruzione e la Formazione, tra le quali troviamo Socrates ed Erasmus.
Tali collaborazioni hanno permesso la realizzazione di progetti di scambio per gli studenti delle Università partner. In tal modo il programma accademico dell'Università ha coinvolto anche Paesi al di fuori dell'UE come la Repubblica di Macedonia del Nord, l'Islanda, il Liechtenstein e la Norvegia.
Nel 2021 l'Università ha raggiunto 29.401 studenti iscritti.

## Storia
La fondazione universitaria Beykent Üniversitesi è stata fondata da Adem Çelik il 9 luglio 1997, acquisendo lo status di entità giuridica pubblica.
Partendo dal presupposto che l'istruzione potesse rappresentare la migliore soluzione per i problemi irrisolti della Turchia moderna, il fondatore Adem Çelik avviò una serie di iniziative in ambito scolastico, fondando istituti che seguissero l'istruzione dei cittadini a tutti i livelli, tra cui la Beykent Üniversitesi.
L'Università ha iniziato il suo percorso formativo nel Campus di Büyükçekmece nell'anno accademico 1997-1998. Attualmente, l'università offre formazione universitaria in quattro Campus situati nei distretti centrali di Istanbul.
Dal 1999 al 2003, Ömer Dinçer, ministro dell'istruzione della Turchia dal 2011 al 2013, è stato docente della Beykent Üniversitesi. In quel periodo ha ricoperto il ruolo di preside della Facoltà di Scienze Economiche e Amministrative e, successivamente, quello di vicedirettore e poi di direttore dell'Istituto di Scienze Sociali.
Dal 1999 al 2004 Ahmet Davutoğlu, primo ministro della Turchia dal 2014 al 2016, vi ha ricoperto il ruolo di capo del Dipartimento delle Relazioni Internazionali ed è stato membro del Senato Universitario e del Consiglio di Amministrazione.

## Sport
La squadra di pallavolo maschile dell'Università ha vinto il suo primo campionato universitario della lega, organizzato dal 18 al 29 marzo 2013 dalla federazione sportiva universitaria turca.
Questo torneo è stato promosso dalla Federazione Sportiva Universitaria Turca con l’obiettivo di incentivare la competizione sportiva a livello universitario e promuovere l'attività fisica tra gli studenti.
La vittoria della squadra dell'Università di Beykent ha rappresentato un significativo traguardo sportivo, consolidando la reputazione dell'istituto nel panorama sportivo universitario nazionale.

## Corsi accademici
Facoltà di psicologia
- Psicologia
- Sociologia

Facoltà di lettere
- Lingua e Letteratura inglese
- Storia
- Interpretazione e traduzione simultanea per lingua inglese
- Interpretazione e traduzione simultanea per lingua russa
- Lingua e Letteratura turca

Facoltà di scienze economiche e amministrative
- Finanza e Scienze bancarie
- Amministrazione aziendale
- Economia
- Relazioni internazionali
- Logistica e trasporti internazionali
- Commercio internazionale
- Sistemi Informativi Gestionali
- Gestione dei servizi turistici
- Scienze Politiche e Pubblica amministrazione

Facoltà di ingegneria e architettura
- Architettura
- Ingegneria chimica
- Ingegneria civile
- Ingegneria informatica
- Ingegneria elettronica e delle telecomunicazioni
- Ingegneria del sistema energetico
- Ingegneria industriale
- Architettura di interni
- Ingegneria gestionale
- Ingegneria meccanica
- Ingegneria del software

Facoltà di giurisprudenza
- Giurisprudenza

Facoltà di belle arti
- Recitazione
- Management artistico e arti dello spettacolo
- Cinema e TV
- Comunicazione e design
- Graphic design
- Design e scienza dei materiali

Facoltà di comunicazione
- Nuovi media
- Pubbliche relazioni e pubblicità
- Reportage e programmazione televisiva
- Comunicazione visiva

Facoltà di medicina
- Medicina
- Odontoiatria

Scuola di scienze applicate
- Mercato dei capitali e gestione del portafoglio
- Gastronomia e arti culinarie
- Design industriale

Scuola di lingue straniere
- Dipartimento di preparazione alla lingua straniera

Scuola di servizi sanitari
- Sviluppo del bambino
- Servizi sociali
- Audiologia
- Assistenza infermieristica

Istituto professionale
Corsi (Pre-Laurea)
- Anestesia
- Inglese applicato e traduzione
- Russo applicato e traduzione
- Restauro architettonico
- Audiometria
- Banche e Assicurazioni
- Amministrazione aziendale
- Cucina e gastronomia
- Sviluppo del bambino
- Programmazione informatica
- Tecnologia di costruzione
- Tecnologia delle protesi dentarie
- Dialisi
- Elettroneurofisiologia
- Fashion design
- Pronto Soccorso ed Emergenza
- Commercio estero
- Graphic design
- Amministrazione delle strutture sanitarie
- Gestione delle risorse umane
- Giustizia
- Logistica
- Macchinari industriali
- Documentazione medica e segreteria
- Tecniche di documentazione medica
- Tecniche di laboratorio medico
- Pubblicità medica e marketing
- Ottica
- Salute orale e dentale
- Pronto soccorso ed emergenza
- Tecniche di laboratorio di patologia
- Fisioterapia
- Tecnologie di stampa e trasmissione
- Pubbliche relazioni e pubblicità
- Programmazione radiofonica e televisiva
- Radioterapia
- Servizi chirurgici
- Tecnologia tessile
- Turismo e servizi di viaggio
- Salute e sicurezza dei lavoratori

Istituto di scienze sociali
Dipartimento di economia aziendale
- Contabilità
- Gestione
- Amministrazione aziendale
- Fashion Management
- Finanza
- Marketing globale
- Gestione ospedali e istituti sanitari
- Risorse umane e cambiamento organizzativo
- Politica e affari internazionali
- Gestione internazionale
- Sistemi informativi gestionali
- Organizzazione gestionale
- Marketing
- Metodi numerici
- Gestione della produzione e gestione industriale
- Gestione della produzione e marketing
- Pubbliche relazioni e pubblicità
- Valutazione e finanziamento immobiliare
- Amministrazione strategica aziendale
- Gestione del turismo

Dipartimento di psicologia
- Psicologia clinica

Dipartimento di economia
- Economia politica

Dipartimento di giurisprudenza
- Diritto pubblico

Dipartimento di relazioni internazionali
- Relazioni internazionali

Dipartimento di lingua e letteratura inglese
- Lingua e letteratura inglese

Dipartimento di storia
- Storia

Dipartimento d'arte del cinema e della TV
- Cinema e TV

Dipartimento di scienze della comunicazione e design
- Scienze della comunicazione e design

Dipartimento artistico di design tessile e moda
- Design Tessile e Moda

Istituto di scienze e ingegneria
Dipartimento di matematica e informatica
- Matematica applicata
- Reti informatiche e tecnologie Internet
- Analisi delle decisioni e sviluppo della strategia
- Tecnologie informatiche

Dipartimento di ingegneria informatica
- Ingegneria informatica

Dipartimento di ingegneria industriale
- Ingegneria industriale

Dipartimento di architettura
- Progettazione architettonica
- Architettura
- Tecnologia di costruzione
- Progettazione urbana

Dipartimento di ingegneria meccanica
- Ingegneria meccanica

Dipartimento di ingegneria delle costruzioni
- Progettazione e gestione della produzione
- Costruzioni a rischio sismico e trasformazione urbana

Dipartimento di architettura d'interni
- Architettura d'interni

Dottorato – Competenza in arte
Istituto di scienze sociali
- Arte e design (Competenza in arte)
- Economia aziendale (Dottorato)
- Cinema e TV (Competenza in arte)
- Scienze politiche e relazioni internazionali (Dottorato)

Istituto di scienze e ingegneria
- Matematica applicata
- Architettura
- Ingegneria Informatica

Insegnamento a distanza
Istituto di scienze sociali
- Banca e finanza (Didattica a distanza)
- Gestione degli ospedali e delle istituzioni sanitarie (Didattica a distanza)
- Risorse umane e cambiamento organizzativo (Didattica a distanza)
- Management (Didattica a distanza)
- Sistemi Informativi Gestionali (Didattica a distanza)

Istituto di scienze e ingegneria
- Gestione urbana e sistema informativo territoriale

## Campus
Elenco dei Campus più noti:
- Ayazağa - Maslak Campus - Sarıyer
- Campus di Büyükçekmece - Büyükçekmece
- Campus di Büyükçekmece - Yeni Bina - Esenyurt
- Campus di Taksim - Taksim, Beyoğlu

### Campus di Beylikdüzü
Il Campus di Beykent Büyükçekmece Beylikdüzü si trova nella contea di Büyükçekmece, a Istanbul, all'interno dell'area residenziale di Beykent. L'edificio, di dodici piani, fu costruito al centro di Beylikdüzü tra le istituzioni sanitarie e la mostra Tüyap.
L'edificio, di 16.000 m², è composto da moderne strutture educative, diversi laboratori, un auditorium e un centro culturale. L'area sportiva esterna e la piscina sono a disposizione degli studenti dell'Università.
La struttura ospita principalmente la scuola professionale, aperta nell'anno accademico 2005-2006, che gestisce 38 corsi concepiti per studenti-lavoratori, dei quali 23 diurni e 15 serali.
All'interno di questo edificio è attiva anche la Facoltà di Comunicazione, inaugurata per l'anno accademico 2008-2009.

### Campus di Ayazağa-Maslak
Il Campus di Ayazağa-Maslak si trova nella regione di Sarıyer. L'edificio fu progettato per accogliere fino a 8.000 studenti e fu inaugurato nell'anno accademico 2005-2006.
Nel 2011 il Campus di Ayazağa-Maslak, grazie a modifiche della struttura, estese la sua capacità massima a 12.000 studenti.

### Campus di Taksim
Il Campus di Taksim, inaugurato nel 2004, è situato all'interno del principale quartiere culturale e artistico di Istanbul, e ha un'estensione di 5000 m².
Il Campus è sede dell'Istituto di scienze sociali della Facoltà di giurisprudenza, i cui corsi sono stati inaugurati nell'anno accademico 2008/2009, e ospita la maggior parte dei programmi post-laurea.
L'edificio è anche la sede del centro di ricerca e scienze applicate e del centro di ricerca strategica della Beykent Üniversitesi.

## Affiliazioni
L'Università fa parte dell'Associazione Universitaria del Caucaso.